# Hugh Springer
Sir Hugh Worrell Springer GCMG CBE  (22 de junio de 1913 – 14 de abril de 1994), fue el organizador y primer secretario general del Sindicato de Trabajadores de Barbados y el cuarto gobernador general de Barbados. Fue abogado, político y servidor público. Por una ley del Parlamento en 1998, Springer fue nombrado como uno de los diez Héroes Nacionales de Barbados.

## Biografía
En Barbados, Springer se educó en Harrison College. Al recibir una beca de Barbados en Clásicos, Springer estudió griego como licenciatura en Hertford College, en la Universidad de Oxford, y recibió su título de la licenciatura en 1936.

## Carrera profesional

### Derecho y política
Fue llamado a la barra de abogados de Inner Temple en 1938 y posteriormente regresó a Barbados. Practicó en el barra de Barbados de 1938 a 1947.
Cofundó la Progressive League con el abogado Grantley Adams. Como secretario general de la Liga, Springer la transformó en dos organizaciones inicialmente estrechamente relacionadas, el Partido Laborista de Barbados y el Sindicato de Trabajadores de Barbados. De 1940 a 1947 fue Secretario General del Partido Laborista de Barbados y también Secretario General del Sindicato de Trabajadores de Barbados. En 1940 fue elegido miembro de la Cámara de la Asamblea.

### Educación universitaria
Springer percibió la educación superior como de vital importancia para lograr la cooperación y la integración regionales. Anteriormente había buscado empleo en la educación en Londres en la década de 1930, pero fue rechazado por su origen étnico. En 1938 enseñó Clásicos temporalmente en Codrington College. Fue miembro de la Comisión Asquith de Educación Superior en las Indias Occidentales en la década de 1950, y formó parte del Consejo Provisional del University College de Kingston, que se fundó como resultado de la comisión. En 1947 renunció al Gabinete de Barbados y asumió el cargo de Registrador del University College of West Indies, que ocupó hasta 1963, cuando se convirtió en Director hasta 1966.

### Política internacional
Tras el colapso de la Federación de las Indias Occidentales en 1962, Springer dedicó tiempo a considerar la política regional. Recibió una Beca Guggenheim y una beca del Centro de Asuntos Internacionales de Harvard, donde completó su libro de 1962 Reflexiones sobre el fracaso de la Primera Federación de las Indias Occidentales. Durante 1962 a 1963 fue miembro invitado sénior en el All Souls College de la Universidad de Oxford. A su regreso a Barbados, Springer fue nombrado Director del Instituto de Educación de la Universidad de las Indias Occidentales.

### Educación internacional y Commonwealth
Springer dedicó gran parte del período de 1964 a 1984 a las áreas de la educación internacional y la Commonwealth. Fue Subsecretario General (Educación) en la Secretaría del Commonwealth (1966-1970) y Secretario General de la Asociación de Universidades del Commonwealth (1970-1980) y Director del Colegios del Mundo Unido (1978-1990).
Fue nombrado gobernador general de Barbados en 1984, cargo que ocupó hasta que se jubiló debido a problemas de salud en 1990.

## Homenajes
Springer recibió un doctorado honorario de la Universidad Heriot-Watt en 1976, y fue elegido miembro honorario de Hertford College, Oxford en 1974 y All Souls College en 1988. Springer recibió un Doctorado en Derecho Civil de la Universidad de New Brunswick en 1980.
Un retrato de Hugh Springer realizado por Hector Whistler se exhibe en el pasillo del All Souls College.
En 1998, Hugh Springer fue nombrado como uno de los diez Héroes Nacionales de Barbados, designado por la Ley de la Orden de los Héroes Nacionales.
En 2008 se publicó una biografía de Hugh Springer, escrita por Kean HW Springer.
En 2016 se emitió un sello conmemorativo de Hugh Springer como parte de la serie The Builders of Barbados.

## Publicaciones
Springer, HW 1962 . Reflexiones del fracaso de la Primera Federación de las Indias Occidentales.
Springer, HW 1967 "Relaciones entre la Universidad y el Gobierno en las Indias Occidentales", en la Universidad de Londres, Instituto de Estudios del Commonwealth, Documentos de seminario recopilados sobre las relaciones entre gobiernos y universidades, Londres: Instituto de Estudios del Commonwealth